# Kamil Krieger
Kamil Krieger (ur. 2 kwietnia 1987 w Kartuzach) – polski piłkarz ręczny, lewy rozgrywający, od 2016 zawodnik MMTS-u Kwidzyn.

## Kariera sportowa
Wychowanek Cartusii Kartuzy, następnie zawodnik SMS-u Gdańsk i MMTS-u Kwidzyn, w barwach którego zadebiutował w sezonie 2006/2007 w Ekstraklasie. W 2008 przeszedł do Vive Kielce, z którym zdobył dwa mistrzostwa kraju i dwa Puchary Polski. W barwach kieleckiej drużyny występował także w Lidze Mistrzów – w sezonach 2009/2010 i 2010/2011 rozegrał w niej 19 meczów, w których zdobył cztery bramki. W latach 2011–2012 ponownie występował w MMTS-ie Kwidzyn, natomiast w latach 2012–2015 grał w Stali Mielec. W sezonie 2015/2016 reprezentował barwy Zagłębia Lubin, zdobywając 68 bramek w 30 meczach. W 2016 po raz kolejny przeszedł do MMTS-u Kwidzyn. W sezonie 2016/2017 rozegrał w Superlidze 32 mecze i rzucił 61 goli. W sezonie 2017/2018 wystąpił w 31 meczach, w których zdobył 57 bramek.
W 2007 powołany przez Bogdana Wentę do reprezentacji Polski na turniej Christmas Trophy. Wystąpił w nim w meczach z Węgrami (33:27) i ze Słowacją (29:29), w których zdobył trzy bramki. W reprezentacji występował również w 2010. Grał także w kadrze B, m.in. w listopadzie 2012 w dwumeczu z Rumunią, w którym rzucił dziewięć goli. W grudniu 2017 powrócił do reprezentacji A, występując w towarzyskim meczu z Bahrajnem (26:18), w którym zdobył jedną bramkę.

## Sukcesy
Vive Kielce
- Mistrzostwo Polski: 2008/2009, 2009/2010
- Puchar Polski: 2008/2009, 2009/2010